# Lindsaea tenera
Lindsaea tenera är en ormbunkeart som beskrevs av Jonas Carlsson Dryander. Lindsaea tenera ingår i släktet Lindsaea och familjen Lindsaeaceae. Inga underarter finns listade.